# خجالت نکش ۲
خجالت نکش ۲: جدایی قنبر از صنم  فیلمی در ژانر کمدی عاشقانه به کارگردانی رضا مقصودی، تهیه‌کنندگی سید امیر پروین حسینی و نویسندگی رضا مقصودی و افرا جورابلو محصول سال ۱۴۰۲ می‌باشد. این فیلم دنبالهٔ فیلم سینمایی خجالت نکش و در تاریخ ۱۶ خرداد ۱۴۰۳ در سینماهای ایران اکران شد.

## بازیگران
- شبنم مقدمی
- احمد مهران فر
- بهاره کیان افشار
- بهرنگ علوی
- محمد معتضدی
- سعید امیرسلیمانی
- مجید شهریاری
- میثاق جمشیدی
- مازیار مهرگان
- النا آسا
- اورانوس قوامی
- سودابه جعفرزاده
- شادی احدی فر
- پریسا محمدی‌پور
- زهرا کوهساریان
- نفس نکی